# 埃伦·霍赫韦尔夫
埃伦·霍赫韦尔夫（荷蘭語：Ellen Hogerwerf，1989年2月10日—），荷兰女子赛艇运动员，2011年世界赛艇锦标赛女子四人单桨无舵手铜牌得主、2019年世界赛艇锦标赛女子四人单桨无舵手银牌得主、2020年夏季奥林匹克运动会女子四人单桨无舵手银牌得主。